# Districte d'Alto Molócuè
El districte d'Alto Molócuè és un districte de Moçambic, situat a la província de Zambézia. Té una superfície de 6.386 kilòmetres quadrats. En 2007 comptava amb una població de 272.482 habitants. Limita al nord amb els districtes de Ribáuè i Malema, ambdós de la província de Nampula, a l'oest amb el districte de Gurué, al sud i sud-oest amb el districte d'Ile i a l'est amb el districte de Gilé.

## Divisió administrativa
El districte està dividit en dos postos administrativos (Alto Molócuè i Nauela), compostos per les següents localitats:
- Posto Administrativo de Alto Molócuè:
  - Vila de Alto Molócuè
  - Caiaia
  - Chapala
  - Ecole
  - Malua
  - Mutala
  - Nacuaca
  - Nimala
  - Nivava
  - Novanana
- Posto Administrativo de Nauela:
  - Mohiua
  - Nauela